# Tugali elegans
Tugali elegans là một loài ốc biển lớn or limpet, là động vật thân mềm chân bụng sống ở biển in the Họ Fissurellidae, the keyhole and slit limpets.

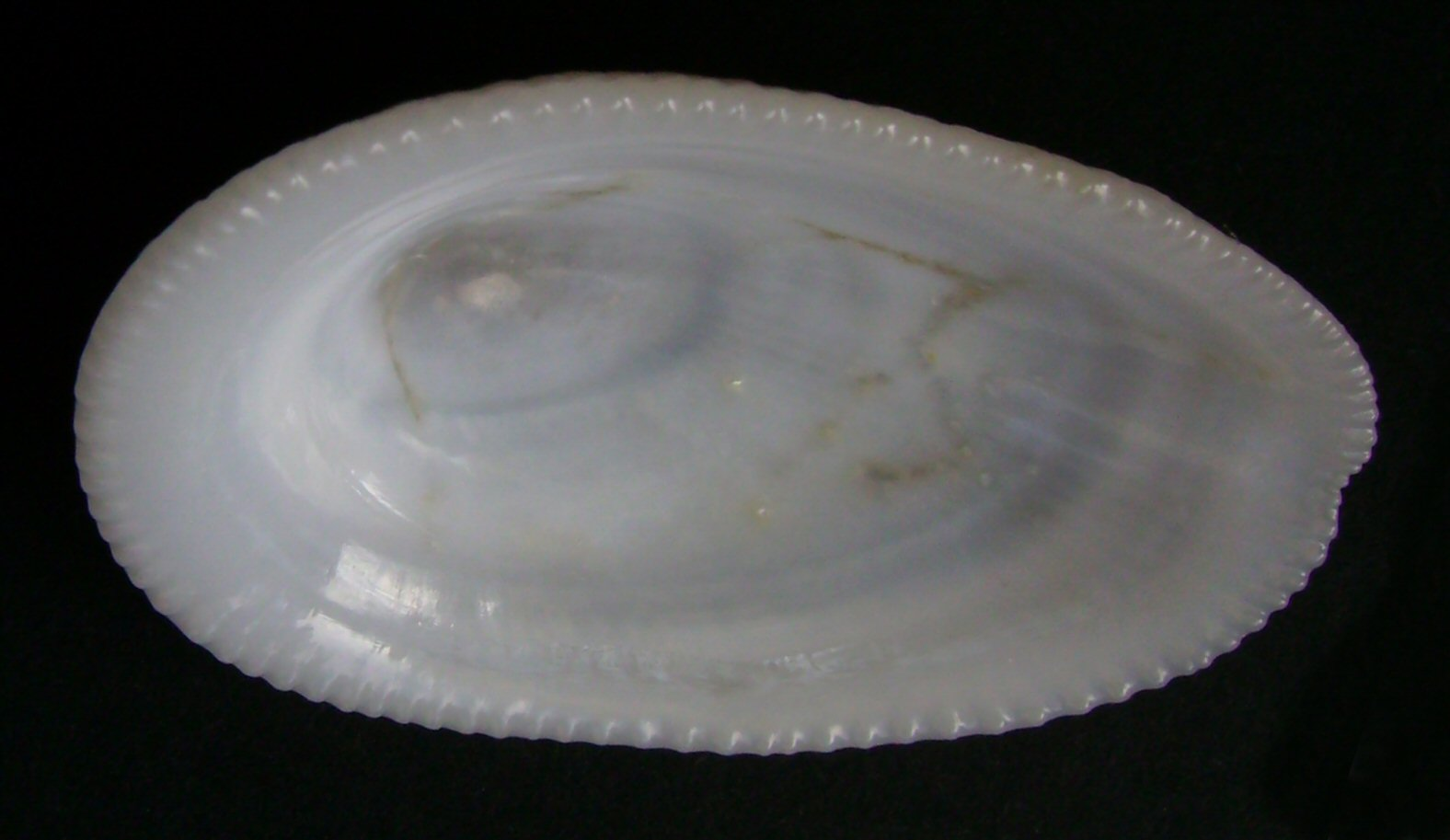
Tugali elegans inside view